# Casa Senyorial de Īvande
La Casa Senyorial de Īvande (en letó: Īvandes muižas pils; en alemany: Schloß Groß-Iwanden) és una casa senyorial a la històrica regió de Curlàndia, al municipi de Kuldiga a l'oest de Letònia.
Va ser construït en la segona meitat del segle xix d'acord amb un disseny de l'arquitecte Teodors Zeilers. Va ser greument danyada per un incendi el 1905, però més tard reparat entre 1912 i 1913.